# Ivan Bukovčan
Ivan Bukovčan (Banská Bystrica, 15 de setembre de 1921 - Bratislava, 25 de maig de 1975) va ser un guionista i cineasta eslovac. També va utilitzar el pseudònim de Buk. És l'autor del guió de la guardonada pel·lícula Medená veža.

## Trajectòria
Fill dels agricultors Vojtech Bukovčan i Alenka Buková, el 1932 va estudiar a l'escola de gramàtica de Prešov, el 1935 a Praga i després de nou a Prešov, on es va llicenciar el 1940. El 1940-1944 va estudiar dret a la Facultat de Dret de la Universitat Comenius de Bratislava.
Des de 1945 va treballar com a redactor a Košice i Bratislava, el 1946–1947 com a corresponsal parlamentari i redactor en cap d'una sucursal del diari Národná obroda a Praga, des de 1947 va treballar en la dramatúrgia del cinema estatal txecoslovac a Bratislava fins a la seva mort. El 1974 va rebre el Premi Estatal de la RSTX i el 1975 se li va concedir el títol d'Artista de Mèrit.

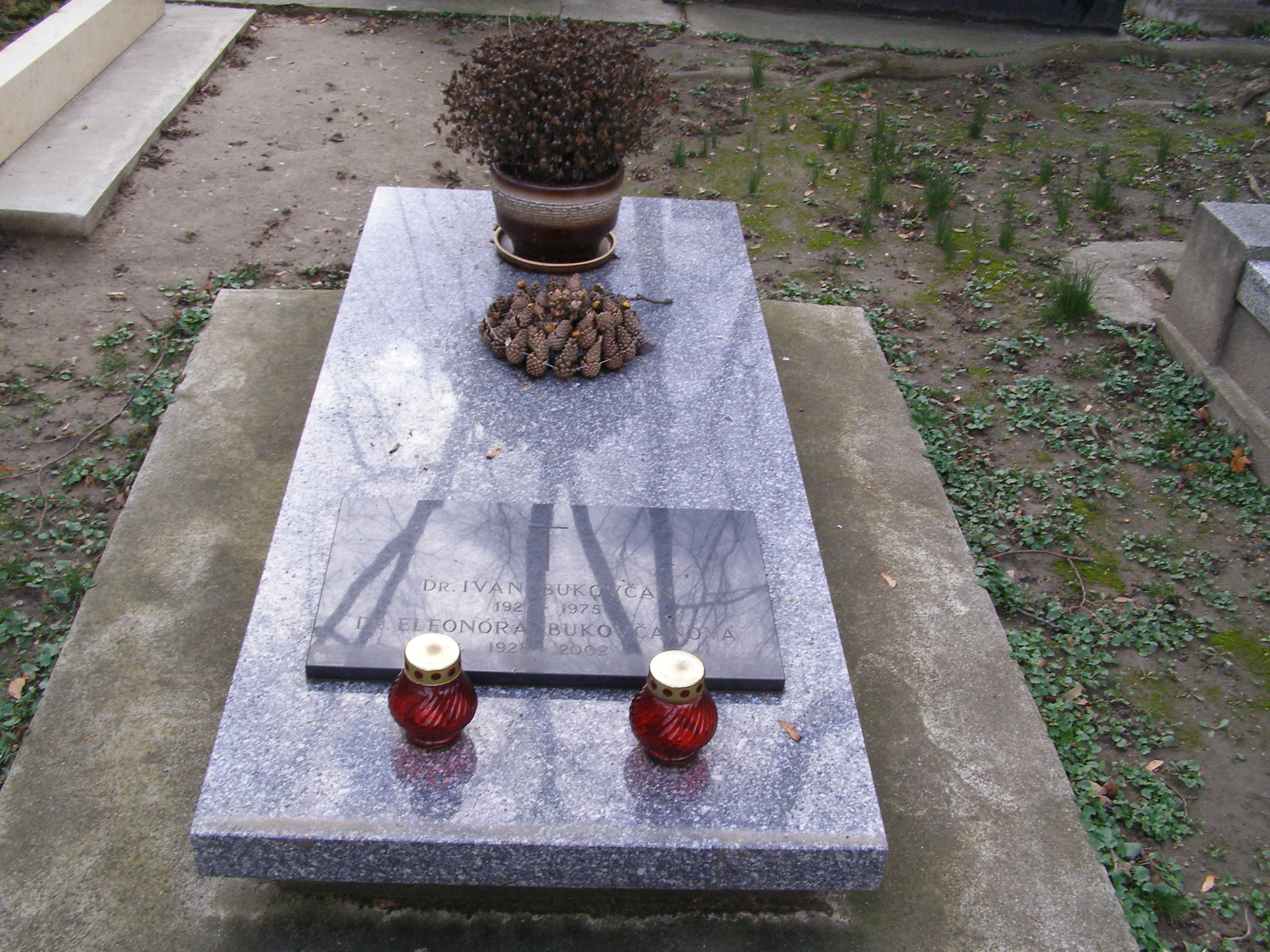
tomba d'Ivan Bukovčan

Va començar com a crític de cinema mentre encara era estudiant universitari. La seva relació amb el teatre i el cinema fou influït per la seva estada a Praga (representacions d'Emil František Burian, Jiří Voskovec i Jan Werich). En la primera fase de l'activitat creativa dels anys de la postguerra, es va centrar principalment en periodisme i reportatges de viatges, després va intentar captar l'Europa esquinçada per la guerra.
Va debutar com a dramaturg ama la comèdia Surovô drevo, marcada per l'esquematisme. Als anys seixanta es va involucrar principalment en el guió de cinema i televisió, així com en el drama que predomina en la darrera etapa de la seva obra després de 1967. Es va convertir en un dels principals creadors d'aquest gènere, basant-se principalment en personatges dibuixats psicològicament. Com a dramaturg, va adaptar al guió obres estrangeres i algunes de les seves obres de teatre.

## Obres
Prosa
- 1948 – Rozpačitý mier (reportatges)
- 1949 – Zimná rozprávky (narracions)
- 1963 – Kuba bez brady (reportatges)

Drama
- 1954 – Surovô drevo
- 1957 – Diablova nevesta
- 1960 – Hľadanie v oblakoch
- 1967 – Pštrosí večierok
- 1969 – Kým kohút nezaspieva
- 1970 – Zažeň vlka
- 1971 – Slučka pre dvoch alebo Domáca šibenica
- 1972 – Prvý deň karnevalu
- 1974 – Sneh nad limbou
- 1977 – Fatamorgána

Ràdioteatre
- 1971 – Kladne vybavená žiadosť
- 1971 – Takmer božský omyl
- 1973 – Luigiho srdce alebo Poprava tupým mečom

Guions
- 1958 – Šťastie príde v nedeľu
- 1961 – Pieseň o sivom holubovi
- 1965 – Zvony pre bosých
- 1966 – Tango pre medveďa
- 1967 – Zmluva s diablom
- 1970 – Medená veža
- 1971 – Orlie pierko
- 1972 – Človek na moste
- 1976 – Stratená dolina
- 1974 – Deň, ktorý neumrie